# 益田競馬場
益田競馬場（ますだけいばじょう）は、島根県益田市にあった地方競馬の競馬場。
競馬場休止後に開設された大井競馬益田場外発売所についても記述する。

## 概要
コースは1周1000mでフルゲートは8頭。日本一小さい競馬場として知られていた。ただし、厩舎区画などがあったことから、競馬場全体の敷地面積では川崎競馬場より大きい。基本的に土日祝日の開催、毎年4月開幕で1月末で閉幕。2月から3月は休催であった。
馬券売り場はスタンドとは別棟となっていた。馬券はこの別棟の馬券売り場か新しく作られたスタンドでしか購入できなかった。着順掲示板はアナログの手動式であった。パドックは京都競馬場と同じくめずらしい円形（存在当時。現在の京都競馬場は2023年に行われた改修により楕円形パドックに変更されている）。馬場とスタンドの敷地の間には公道が通っていた。また開場時から休止時まで、競馬新聞の「シーホース」が発売されていた。新聞の名前は、日本海のそばの競馬場ということから名付けられた。
おもにアラブ系の競走馬によるレースを展開してきた。250戦出走のウズシオタロー、46勝を挙げたニホンカイキャロル、西日本アラブダービー（のちの全日本アラブグランプリ）勝利後、園田競馬に移籍して重賞6勝を挙げ「益田の怪物」と言われたニホンカイユーノスなどが過去に益田競馬場に所属した。また、当時の日本記録である350勝をあげた女性騎手の吉岡牧子、国外で活躍する日本人騎手のパイオニア的存在であった道川満彦、現在大井競馬場に所属している御神本訓史もこの益田所属の騎手であった。また、JpnIIIエーデルワイス賞など重賞9勝を挙げたスピーディキックを管理している浦和所属の調教師・藤原智行も益田競馬の厩務員であった。
1990年度第14回開催（1991年3月）から1994年度第14回開催（1995年1月）まで頭数不足を補うため退厩期限付きでサラブレッドを一時導入、その後1997年11月からホッカイドウ競馬の3、4歳馬を導入し、さらに翌1998年度の第2回開催から転入条件を緩和し、収得賞金250万円以下で出走歴のある3 - 5歳馬を転入可能とした。なお負担重量が63kgを超える上級馬はアラブ系競走に編入されるとした。
しかし、慢性的な赤字経営やサラブレッド導入による中央競馬 (JRA) との交流戦の開催も困難だったこともあり、2002年度で経営の改善が見込めない場合はその年で休止（事実上の廃止）する方針を決めたが、結果的には2002年8月のお盆開催を最後に休止となった。
開催最終日は約4,500人余りが詰めかけ、皮肉なことに益田競馬史上最高の入場者数が記録された。地元の畜産関係の団体が提供した石見牛のバーベキュー、先着何百名かに引換券が配られたアイスクリームが昼過ぎには完全に無くなったほか、場内の売店や食堂も軒並み売り切れとなり、自動販売機の飲み物さえもが無くなるという状態であった。

### コース概要
- 右回り1周1000m、直線200m
- 距離設定 800m、1200m、1350m、1600m、1800m、2200m（いずれもフルゲート8頭）

小回り馬場であったが、2コーナーあたりが少し坂になっていたため、慣れないことには仕掛けどころが案外難しい設定となっていた。

### 跡地
休止後、施設は益田市などが出資する第三セクターが運営する場外勝馬投票券発売所の大井競馬益田場外発売所となったが、インターネットでの馬券販売が浸透したため、2024年1月26日をもって勝馬投票券の発売を終了し、同年3月26日の払戻業務終了をもって閉鎖されることになった。
なお、跡地の一角には公共職業能力開発施設である島根県立西部高等技術校が2011年4月1日に開校された。益田市立高津学校給食センターも新設され、2016年4月8日より益田市内の小中学校へ提供する給食の調理が開始された。

## 沿革
- 1947年 - 島根県馬事振興会によって、益田競馬場が建設される。
- 1948年 - 島根県馬匹組合の主催で、初の益田競馬が開催される。
- 1949年 - 新競馬法公布により、主催者が島根県県営競馬に変更。
- 1951年 - 一時廃止。
- 1952年3月 - 益田町（のちの益田市）の主催で再開。
- 1991年 - 退厩期限付きでサラブレッドを一時導入。
- 2002年8月16日 - 開催休止。

（出典：）

## 発売する馬券の種類
益田競馬場開催時
○…発売 ×…発売なし
| 単勝 | 複勝 | 枠番連複 | 枠番連単 | 馬番連複 | 馬番連単 | ワイド | 3連複 | 3連単 |
| ---- | ---- | -------- | -------- | -------- | -------- | ------ | ----- | ----- |
| ○    | ○    | ○        | ○        | ×        | ×        | ×      | ×     | ×     |

廃止前は枠複は4Rまで、枠単は5R以降の発売だったが、末期は全レース枠単だった。また、全レース6枠制だった。
益田場外発売所
馬複・馬単・ワイド・3連複・3連単を加えた9種類全て発売。

## 主な競走（廃止直前）
益田で開催されていた重賞は全てアラブ重賞である。
- 日本海特別（A級）- 年2回（夏・冬）開催、当地最高賞金のレース。
- 鴨島特別（A級）
- 人麿特別（B級）- 年2回（夏・冬）開催
- 益田優駿（3歳・補助馬限定[5]）
- 益田大賞典（3歳）
- 若鮎特別（2歳）

## 所属していた騎手

### 廃止時点での所属騎手
- 秋元耕成（現・浦和）
- 上田浩喜
- 岡田大（現・浦和）
- 沖野耕二
- 﨏畑雄一郎
- 城内普一
- 末田秀行
- 世良澄衛
- 御神本訓史（現・大井）

### 過去の主な所属騎手
- 荒美年政（2001年に引退、現大井競馬厩務員）
- 位上良彦（1999年に引退）
- 井上信行
- 岡崎準（1996年に福山競馬場へ移籍）
- 小野川光則
- 川辺政幸
- 小林敏昭
- 田原真二
- 戸高淳一
- 中島勇樹
- 花本正三（1991年に高知競馬場へ移籍）
- 道川満彦（80年代から90年代前半にかけて海外で活躍）
- 宮本彰
- 吉岡牧子（1995年に引退）